# Johann zu Castell
Johann zu Castell (auch Johann II.; * 14. Juni 1468; † 6. September 1528) war von 1498 bis 1528 Herrscher der  Grafschaft Castell. Er teilte sich die Herrschaft mit seinen Brüdern Georg, Friedrich und Wolfgang.

## Die Grafschaft vor Johann
Das fünfzehnte Jahrhundert war für die Grafschaft Castell von großen Verkäufen der gräflichen Rechte und Besitzungen geprägt. Hatte Graf Wilhelm I. 1398 noch ein Recht auf die Prägung von Münzen in der Stadt Volkach von König Wenzel erwirken können, verloren seine Nachfolger mehr und mehr Güter. Nutznießer war vor allem das Hochstift Würzburg, das den Großteil der veräußerten Güter erhielt.
Am 24. Oktober 1457 erhielt das Bistum gegen eine Leibrente von 500 Gulden gar die ganze Grafschaft von Wilhelm II. zu Mannlehen. Außerdem verpfändete dieser das erhaltene Viertel der Stadt Volkach an die Grafen von Limpurg, Henneberg und Weinsberg, sodass weitere Teile Castells in den Händen fremder Herrscher waren. Auch der Erwerb neuen Besitzes war zu diesem Zeitpunkt kaum noch möglich, da die großen Herrschaften der Umgebung die Region unter sich aufgeteilt hatten.

## Leben
Johann wurde am 14. Juni 1468 als zweitältester Sohn des Grafen Friedrich IV. zu Castell und dessen Ehefrau Elisabeth von Reitzenstein geboren. Über den Geburtsort des späteren Grafen schweigen die Quellen, auch die Ausbildung findet keinerlei Erwähnung. Erstmals ist Johann als Mitglied der Rittergesellschaft zum Bären nachgewiesen. Als Teil dieser Gesellschaft besuchte er mehrere Turniere in Ansbach und Bamberg und kämpfte hier auch selbst mit.
Im Jahr 1492 begann Johann eine Fehde mit Kunz Zöllner, ehe er 1496 seine erste Frau heiratete. Nach dem Tod des Vaters im Jahr 1498 wurde die Grafschaft aufgeteilt, da der alte Graf keinen Erbschaftsvertrag hinterlassen hatte. Der ältere Bruder Georg, in einem Vertrag mit dem Markgrafen von Ansbach dazu ermächtigt, sollte zunächst die Grafschaft verwalten, gab sie jedoch nach wenigen Monaten an Johann weiter.
Johann versprach daraufhin seinen jüngeren Brüdern, nichts ohne das Wissen der anderen drei zu verkaufen und zahlte an seine Geschwister jährlich sechsundvierzig Gulden aus den Erlösen der Grafschaft. Im Jahr 1506 erhielt Johann das Erbschenkenamt des Hochstifts Würzburg von Bischof Lorenz von Bibra zugesprochen. Der Bischof versuchte hierdurch, die immer wieder aufflammenden Streitigkeiten zwischen den Brüdern zu schlichten.
Zu seinen Ämtern im nahen Hochstift bemühte sich Johann auch um Posten in der Markgrafschaft Ansbach. Im Jahr 1516 wurde er Amtmann zu Kitzingen, blieb allerdings weiterhin im Schloss in Castell wohnen. Da auch der jüngere Bruder Wolfgang hier ansässig war, kam es im Verlauf des Jahres 1520 zu Streit. Wolfgang verließ daraufhin Castell und zog als Amtmann in Gerolzhofen auf die Stollburg im Steigerwald.
Da Johann in seinen letzten Lebensjahren immer wieder krank war, versuchte der Ansbacher Markgraf Georg der Fromme, ihn zu ersetzen. Ein Versuch, Johann aus dem Amt zu entfernen, scheiterte 1523, hatte aber am 22. Februar 1525 Erfolg. Der Casteller Graf legte den Posten nieder, wurde allerdings mit der Stelle des markgräflichen Rats entschädigt. Johann zu Castell starb am 6. September 1528 sechzigjährig und wurde in der Stadtkirche in Kitzingen beigesetzt.

## Ehen
Johann ehelichte im Jahr 1496 Magdalena Röder. Das Paar blieb kinderlos und Magdalena verstarb bald darauf. Daraufhin heiratete Johann zu Castell erneut, diesmal Dorothea von Oberweimar, die ihm allerdings wiederum keine Kinder schenkte.